# Louga (regio)
Louga is een regio in Senegal. De hoofdstad is het gelijknamige Louga. De regio heeft een oppervlakte van 29.188 km² en had tijdens de laatste volkstelling van 2002 677.533 inwoners. In 2011 bedroeg de bevolking ongeveer 783.000.

## Geografie
De regio is qua oppervlakte de op een na grootste regio van Senegal. In het westen, waar zich ook de hoofdstad bevindt, grenst het aan de Atlantische Oceaan, in het noorden aan de regio Saint-Louis, in het oosten aan de regio Matam, en in het zuiden aan de regio's Kaolack, Kaffrine, Fatick, Diourbel en Thiès.
Naast de hoofdstad zijn andere relatief grote en belangrijke plaatsen: Kébémer, Linguère, Dara en Darou Mousti.
De regio kent een steppeklimaat gekenmerkt door een lang droog seizoen. De gemiddelde jaarlijkse neerslag bedraagt 415 mm. De enige noemenswaardige waterloop is de Ferlo, die zijn naam geeft aan het gebied Ferlo, een hete, zanderige en droge savanne, waar de regio grotendeels onderdeel van uitmaakt. Er groeien vooral struiken en bomen van de geslachten Acacia en Balanites, die goed aangepast zijn aan de droogte.

## Economie
De economie is gebaseerd op de landbouw. Er is extensieve veeteelt. Het belangrijkste gewas zijn aardnoten met een areaal van 184.000 ha in 2005. Daarnaast worden ook gierst en erwten geteeld. Een exportproduct is gom.

## Bestuurlijke indeling
De regio is onderverdeeld in drie departementen:

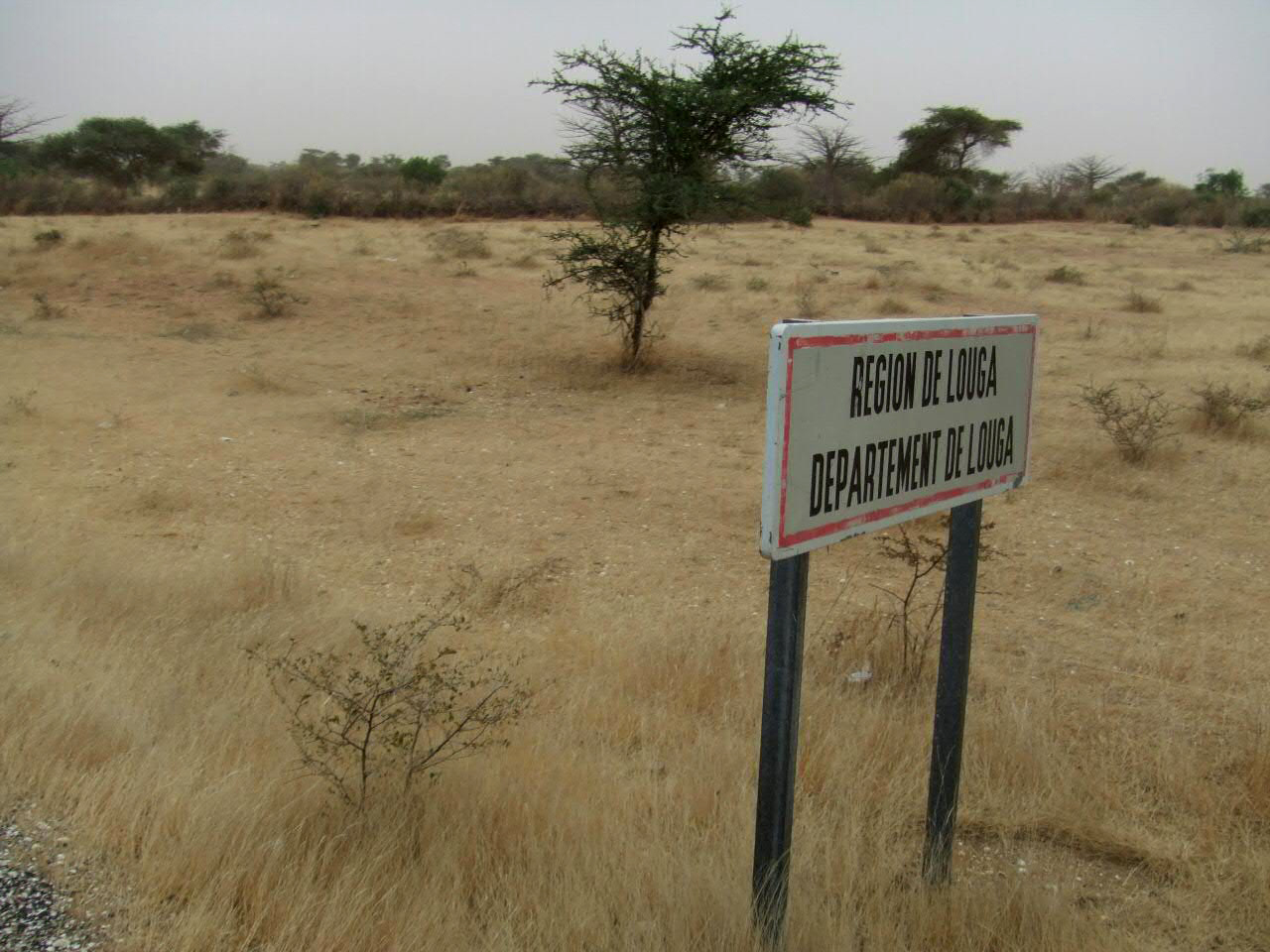
Landschap

- Kébémer
- Linguère
- Louga

Dakar ·
Diourbel ·
Fatick ·
Kaffrine ·
Kaolack ·
Kédougou ·
Kolda ·
Louga ·
Matam ·
Saint-Louis ·
Sédhiou ·
Tambacounda ·
Thiès ·
Ziguinchor